# Libertação (escola de samba)
GERC Sociedade Carnavalesca Libertação é uma escola de samba de Itanhaém, São Paulo. Participou do último Carnaval Regional, em 2006, realizado em Praia Grande.
Em Itanhém, foi campeã em 1998 e 2006.
Em 2008, com 450 componentes divididos em 12 alas, foi a terceira agremiação a desfilar no domingo de Carnaval.
No ano de 2009, sob a presidência de Mozart Saboia de Araujo, que também era intérprete e compositor do samba, bem como presidente da Liga, obteve o vice-campeonato.

## Carnavais
| Ano  | Colocação | Grupo       | Enredo                                 | Carnavalesco  | Intérprete | Ref         |
| ---- | --------- | ----------- | -------------------------------------- | ------------- | ---------- | ----------- |
| 2008 | ÚNICO     | 3º lugar    | Miscigenação no Brasil e na Libertação |               |            | [ 6 ] [ 3 ] |
| 2009 | ÚNICO     | Vice-campeã | 15 anos de viola e pandeiro            | Tuca de Paula |            | [ 5 ] [ 1 ] |
| 2010 | ÚNICO     | Vice-campeã |                                        |               |            | [ 7 ]       |